# 八戸酒造
八戸酒造株式会社（はちのへしゅぞう）は青森県八戸市に本社を置く酒造メーカー。製造する代表銘柄は、陸奥男山、陸奥八仙。
大正年間に建設された6つの建造物（北蔵・西蔵・煉瓦蔵・主屋・文庫蔵・煉瓦塀）が国の「登録有形文化財」に登録され、八戸市により「八戸市景観重要建造物」に指定されている

## 概要
1740年（元文5年）に近江国を出た駒井庄三郎（初代）は丁稚奉公から身を興し、南部町で「糀屋（こうじや）」を開いた。
1775年（安永4年）から蔵酒造を開始。当初銘柄は陸奥男山のみだったが、酒質・味・地場にこだわった新銘柄・ブランドとして陸奥八仙の醸造を開始する。
1888年に駒井庄三郎（四代目）が湊浜通りで酒造店を開業する。
1944年、太平洋戦争中の企業整備令により三戸郡内の酒造家15軒によって設立された八戸酒類の一員となり、第三工場となる。
1998年に八戸酒類より離脱し、八戸酒造として独立する。
2003年からは、醸造に用いる米も自社で有機栽培するようになる。
2010年には醸造施設（木造蔵3棟、主屋1棟、れんが蔵1棟、れんが塀）が青森県初の景観重要建造物に指定された。夜間は建物のライトアップを行う、酒蔵見学を開催する、改装した蔵を利用してコンサートや演芸会を主催するといった地域振興への協力も行っている。
2021年12月   酒蔵の格付けを決める❛世界酒蔵❜ランキング1位に選ばれる

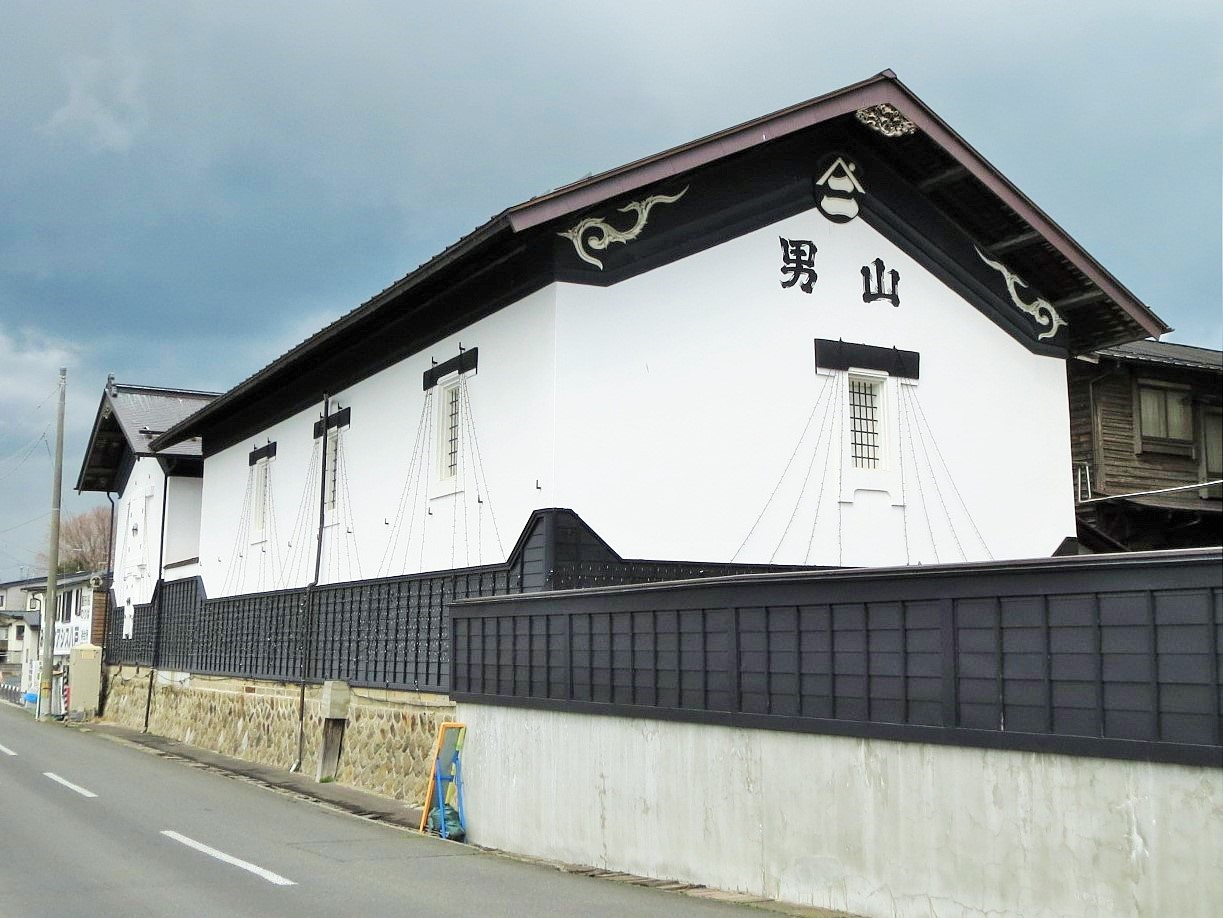
西蔵
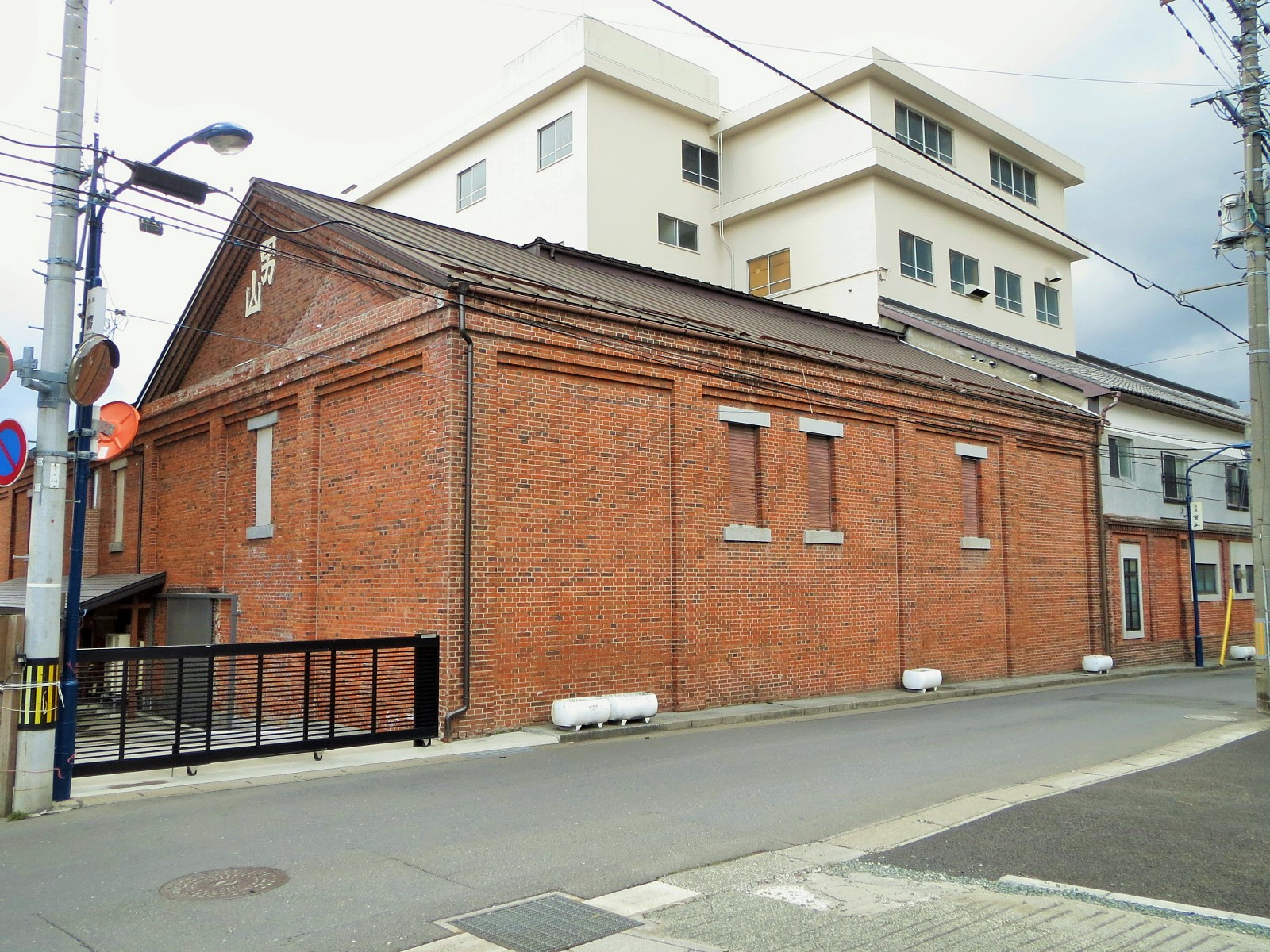
れんが蔵

## 陸奥男山
陸奥男山（むつおとこやま）
商標登録は1910年。「辛口酒の代名詞」とも呼ばれている。
地元、八戸の漁師に愛好者も多い、創業銘柄。全国新酒鑑評会では1989年から5年連続で金賞を受賞している。

## 陸奥八仙
陸奥八仙（むつはっせん）
日本酒業界全体の業績悪化から、青森県外の市場も開拓することを目的として1998年に立ち上げられた新銘柄。
華やかな吟醸香とさわやかな甘みが特徴であり、若い世代に人気が高い。冷やして飲むとフレッシュな味わいが強まる。
日本酒を醸造する際の重要な要素、米・水・酵母をすべて地場（八戸市）のものを使用し醸造している。中国の故事に登場する酔八仙のように楽しんでこの酒を味わって欲しいという想いから、「八仙」と名付けられた。スパークリングタイプも人気が高まっている。
当初は実績のないブランドであること、流行の純米酒、吟醸酒としては後発だったこともあり、売上は伸び悩むことになる。2003年に営業担当でもあった社長の息子が東京の有力酒販店に売り込みに行くが、試飲した酒販店の店主から「特徴がなく、このままでは全国では通用しない」と評される。杜氏の経験と勘で行っていた酒造りに、醸造学の専門家を顧問に迎えたり、東京でビール製造会社に勤務していた社長の次男を製造責任者に据えた。地酒専門店のアドバイスを取り入れ、人気のある清酒の売れる理由、同じ味を再現する研究など試行を重ね、消費者のニーズに合った酒を追求した。また、人気銘柄との差別化のためにも、米、水、麹菌に青森産のものを使うようにした。こうして生まれ変わった陸奥八仙は全国的な人気を獲得する。
インターナショナル・ワイン・チャレンジ2016では、「陸奥八仙 大吟醸」が大吟醸部門で最高賞となるトロフィーを受賞している。なお、インターナショナル・ワイン・チャレンジの日本酒部門としてトロフィーを受賞したのは陸奥八仙が青森県初となる。